# Спорт в Зимбабве
Спорт в Зимбабве играет важную роль в общественной жизни страны. Наиболее популярным видом спорта является футбол. Также развиты крикет, регби, теннис, гольф, нетбол и хоккей на траве. Олимпийский комитет Зимбабве основан в 1934 году. Членом МОК Зимбабве стало в 1980 году и в этом же году впервые приняло участие в летних Олимпийских играх в Москве и с тех пор выступала на всех летних Олимпийских играх. В зимних Олимпийских играх спортсмены Зимбабве впервые приняли участие в 2014 году. Первую олимпийскую медаль зимбабвийцам перенесла победа женской сборная по хоккею на траве на Олимпиаде 1980 года.

## Футбол
Футбол является самым популярным видом спорта в Зимбабве.
Сборная Зимбабве The Warriors дважды (в 2004 и 2006 годах) квалифицировалась на Кубок африканских наций.

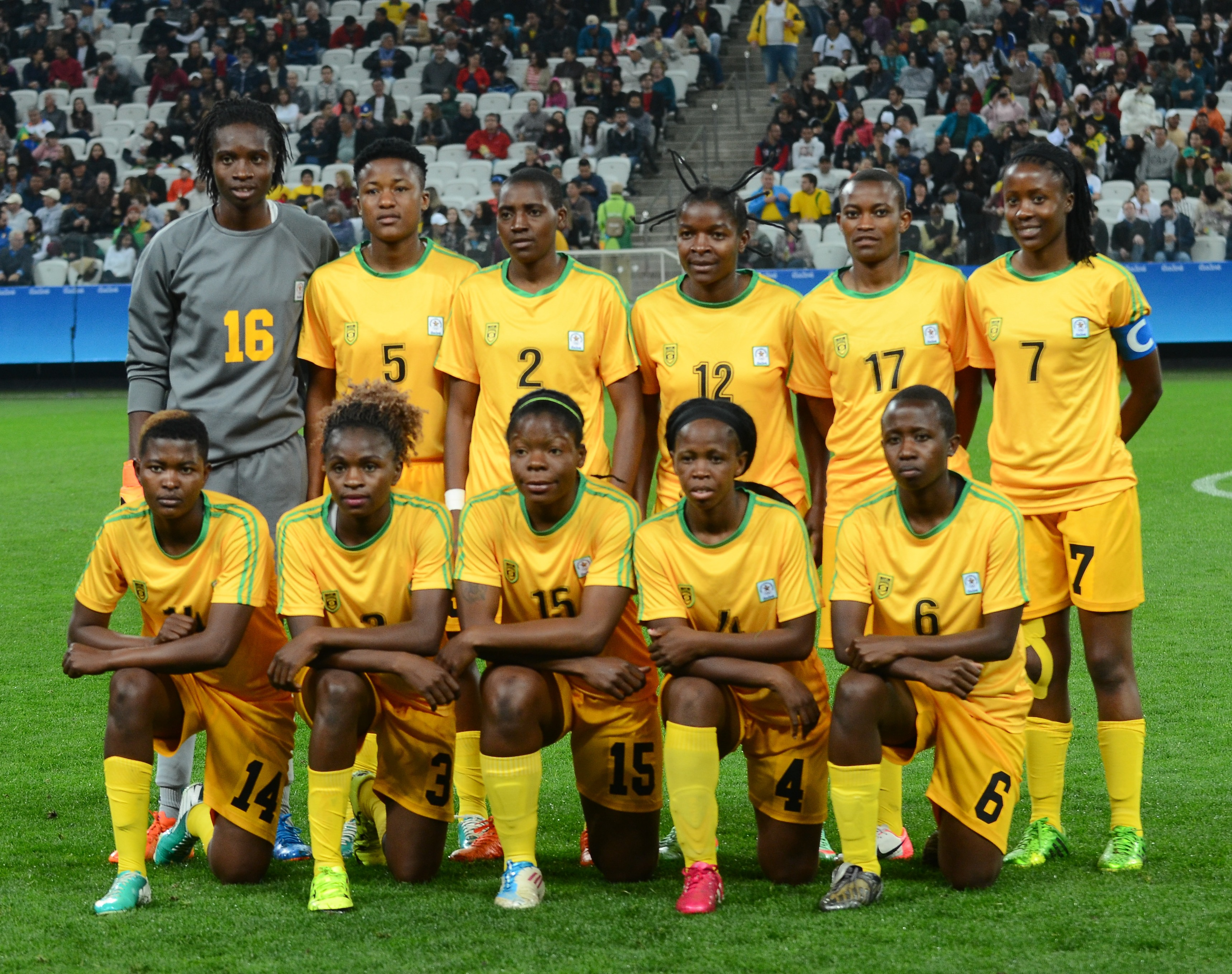
Женская команда по футболу на Олимпийских играх 2016

Премьер-лига Зимбабве (известная как Премьер-лига Castle Lager, южноафриканского бренда пива) — высший профессиональный дивизион Зимбабве. В дивизионе 18 команд, Ngezi Platinum Stars FC, чемпионы сезона 2023 г., FC Dynamos с наибольшим числом побед в лиге, их соперники в зимбабвийском дерби FC Highlanders и другие. В Зимбабве разыгрываются два основных кубковых турнира, оба являются турнирами на выбывание: первый — это Mbada Diamonds Cup и второй — Banc ABC Super 8. Ещё одна кубковая игра — Chibuku Super Cup. Кубок CBZ FA впервые был создан как Southern Rhodesia Castle Cup в Южной Родезии в 1962 году. Другой крупный кубок — это Zimbabwean Independence Trophy, созданный как соревнование клубов в 1983 году.
Женская сборная Зимбабве по футболу Mighty Warriors прошла квалификацию на олимпийский футбольный турнир 2016 года.

## Крикет
Крикет является вторым по популярности видом спорта в Зимбабве после футбола. Национальная команда является одним из 12 элитных полноправных членов, играющих в Тестовый матч. Они начались после победы над сборной Австралии по крикету в 1980 году. Это привело к тому, что страна получила статус в 1992 году и к дальнейшему международному успеху в начале 2000-х. Энди Флауэр, игрок битой из Зимбабве, считается одним из лучших игроков крикета в мире.

## Регби
Регби распространен в Зимбабве с конца 19 века. Сборная Зимбабве по регби дважды участвовала в чемпионатах мира по регби . Страна также произвела ряд известных игроков в регби, хотя большинство из них часто уезжают в Великобританию , ЮАР или Австралию из-за отсутствия профессиональной лиги и соблазна гораздо более высоких зарплат за границей.

## Гольф
Зимбабве имеет большую историю в этом виде спорта, в которой участвовали такие великие игроки, как Ник Прайс, Брендон де Йонге, Марк Мак Налти и Тони Джонстон.
С десятками полей для 15-миллионного населения страна хорошо развивается в этом виде спорта. Зимбабвийские игроки в гольф соревнуются в Sunshine Tour с сильным соперниками из ЮАР. Многие из самых результативных игроков в гольф, как правило, переходят в европейские туры и туры PGA .

## Большой теннис
Зимбабве также участвовала в Уимблдоне и Кубке Дэвиса по теннису, особенно с семьей Блэк, в которую входят Уэйн Блэк, Байрон Блэк и Кара Блэк . Теннисисты Зимбабве также участвовали в большинстве Олимпийских игр с момента обретения независимости в 1980 году.

## Баскетбол

Баскетбольный союз Зимбабве (BUZ)

Национальная мужская сборная по баскетболу существует с 60-х годов XX века и даже два раза участвовала в чемпионатах мира по баскетболу (в 1981 и 2015 годах).
В феврале 2023 года Баскетбольный союз Зимбабве (BUZ), организовал отборочный турнир на квалификационные игры FIBA Africa Zone 6 в Булавайо. Были приглашены команды из Малави, Мозамбик, Замбия и Зимбабве, Намибии, Анголы, ЮАР, Лесото, Ботсваны. В итоге приехали только первых 4 команды. У мозамбикской команды тренер Милагре Макоме, возглавлявший команду три года назад, ветераны баскетбола, вместе с Эльвесом Хуаной, Эрмелиндо Новелой, Уго Мартинсом и знаменитый игрок Виталис Чикоко, были полны решимости и надежд, хотели показать, что принадлежат к высшему уровню баскетбола в Африке, и выиграть единственное место на квалификационную игру мирового чемпионата. Мечтам не суждено было сбыться и проиграв команде из Мозамбик, они так и не вытянули свой счастливый билет.
Звезда зимбабвийского баскетбола из Франции Виталис Чикоко считает, что отсутствие поддержки со стороны возглавляемого Кирсти Ковентри Министерства по делам молодежи, спорта, искусства и отдыха и других заинтересованных сторон сдерживает рост этого вида спорта в стране, несмотря на его огромный потенциал. Он отметил, что команда продолжает бороться за доступ к предметам первой необходимости, которые важны для обеспечения надлежащей подготовки команды. Команда прибыла на место проведения турнира в Булавайо намного позже своих соперников из-за проблем с транспортом.